# Joshipur
Joshipur är en ort i Indien.   Den ligger i distriktet Mayūrbhanj och delstaten Odisha, i den östra delen av landet, 1 200 km sydost om huvudstaden New Delhi. Joshipur ligger 412 meter över havet och antalet invånare är 14 195.
Terrängen runt Joshipur är platt västerut, men österut är den kuperad. Terrängen runt Joshipur sluttar västerut. Runt Joshipur är det ganska tätbefolkat, med 124 invånare per kvadratkilometer. Omgivningarna runt Joshipur är en mosaik av jordbruksmark och naturlig växtlighet.